# مارکوس کوپر والز
مارکوس بالس (اسپانیایی: Marcus Cooper Walz‎؛ زادهٔ ۳ اکتبر ۱۹۹۴) قایقران کانو اهل اسپانیا است.